# Голубой Эванса
Голубой Эванса (3,3′-диметилбифенилен-4,4′-бис(7-азо-1-амино-8-гидроксинафталин-2,4-дисульфокислоты) тетранатриевая соль) — органическое соединение, прямой дисазокраситель с химической формулой C34H24N6Na4O14S4. Имеет вид мелких фиолетово-коричневых кристаллов. Применяется в микроскопии для окрашивания гистологических препаратов.
Синонимы: синий Эванса, azoranum coeruleum, azovan blue, Evans blue, Evans blau, Geigy blau 536, C.I. 23860.

## Свойства
Выглядит как порошок фиолетово-коричневого цвета, состоящий из мелких кристаллов. Молярная масса составляет 960,79 г/моль. Растворим в воде, спирте, кислотах, щелочах. Водный раствор имеет голубой цвет, при повышении pH > 10 цвет изменяется на красно-фиолетовый.
Разрушается при взаимодействии с сильными восстановителями и окислителями.

## Получение
Краситель синтезируют путём сочетания бис(диазо)-о-толидина с 1-амино-8-гидроксинафталин-2,4-дисульфокислотой.

## Применение
Применяется в гистохимии для прижизненного окрашивания мукополисахариднопротеиновых комплексов. Используется также для окрашивания основного вещества соединительной ткани.
Активно применяется в иммунофлуоресцентном анализе для окрашивания фона препаратов. Его применение даёт контрастную картину флуоресцирующих зелёных структур, окрашенных специфическими антителами, что обеспечивается флуоресцеином, в то время как все прочие структуры флуоресцируют тёмно-красным светом за счёт голубого Эванса.